# Michał Kołodziejczyk
Michał Kołodziejczyk (ur. 3 lutego 1981 w Warszawie) – polski dziennikarz sportowy.

## Życiorys
Pracował w czasopismach „Piłka Nożna”, „Przegląd Sportowy” oraz „Rzeczpospolita” (w latach 2007–2014). W latach 2015–2019 redaktor naczelny serwisu internetowego WP Sportowe Fakty. Współpracował z TVP, pełniąc rolę eksperta piłkarskiego w programach publicystycznych oraz studiach przedmeczowych. Od 1 czerwca 2020 dyrektor redakcji sportowej Canal+.
Laureat Grand Press – Nagrody im. Bohdana Tomaszewskiego (2019).
Współautor – z Anitą Werner – książek Mecz to pretekst. Futbol, wojna, polityka (2020) i Nadzieja FC. Futbol, ludzie, polityka (2024).

## Życie prywatne
Od 2018 jego partnerką życiową jest dziennikarka i prezenterka TVN24 Anita Werner.

## Twórczość
- Michał Kołodziejczyk, Anita Werner: Mecz to pretekst. Futbol, wojna, polityka, Kraków, Wydawnictwo SQN, 2020, ISBN 978-83-8210-044-0.
- Michał Kołodziejczyk, Anita Werner: Nadzieja FC. Futbol, ludzie, polityka, Kraków, Wydawnictwo SQN, 2024, ISBN 978-83-8210-956-6.